# 로크웰 콜린스

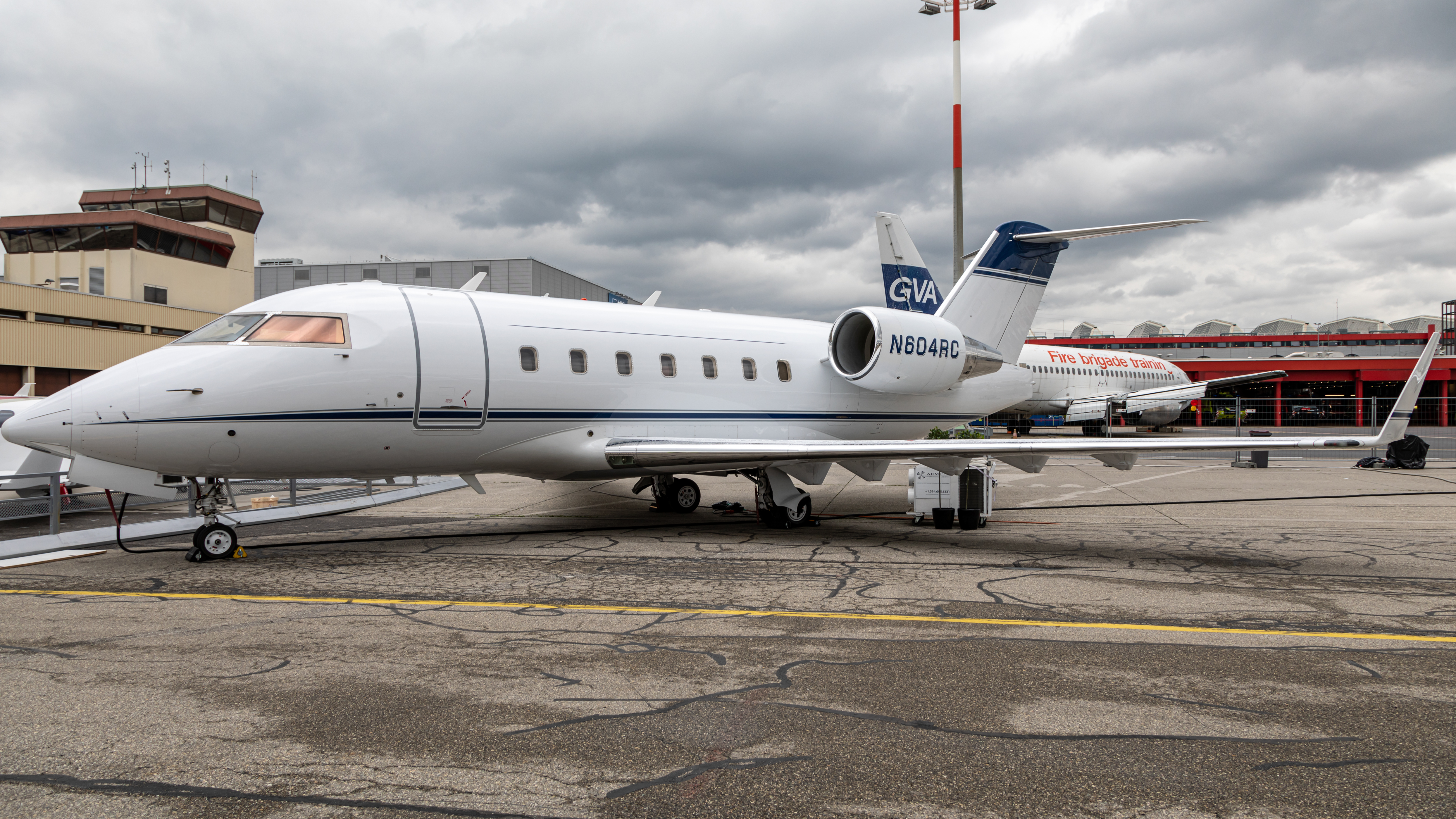
로크웰 콜린스 항공전자 시뮬레이터 항공기

로크웰 콜린스 주식회사(Rockwell Collins, Inc.)는 아이오와주 시더래피즈에 본사를 둔 다국적 기업으로, 관청과 항공기 제조사에 항공전자 및 정보기술 시스템과 서비스를 제공했다. 1973년 재정난에 처한 콜린스 라디오 컴퍼니를 로크웰 인터내셔널이 인수하면서 설립되었다. 2001년 로크웰 인터내셔널의 항공전자 부문이 분사하여 현재의 로크웰 콜린스 주식회사가 되었으며, 그 이름을 유지했다.
이 회사는 2018년 11월 27일에 유나이티드 테크놀로지스에 인수되었으며, 이후 RTX 코퍼레이션(구 레이시온 테크놀로지스)의 자회사인 콜린스 에어로스페이스의 일부로 운영되고 있다.

## 역사
아서 A. 콜린스는 1933년에 아이오와주 시더래피즈에 콜린스 라디오 컴퍼니를 설립했다. 이 회사는 단파 라디오 장비와 AM 라디오 방송 산업을 위한 장비를 모두 설계 및 생산했다. 콜린스는 군대, 과학계, 그리고 대형 AM 라디오 방송국에 장비를 공급했다. 콜린스는 1933년 리처드 에벌린 버드 후방 제독의 남극점 탐험대와 통신 링크를 구축하기 위한 장비를 제공했다.
1936년에 콜린스는 12H 오디오 콘솔, 12X 휴대용 필드 아나운서 박스, 그리고 300E 및 300F 방송 송신기를 생산하기 시작했다. 제2차 세계 대전 동안 212A1 및 212B1이 12H 설계를 대체했다. 콜린스는 군대에서 사용되는 라디오 및 항법 장비의 주요 공급업체가 되었다.
전후에 콜린스 라디오 컴퍼니는 통신 분야에서의 작업을 확장하는 동시에 비행 제어 장비, 무선 통신 장치, 위성 음성 전송으로 기술을 확장했다. 콜린스 라디오 컴퍼니는 우주 비행사가 지구국과 통신하고 우주선을 추적하고 통신하는 장비를 포함하여 미국이 우주 경쟁에 참여하는 데 필요한 통신 장비를 제공했다. 콜린스 통신 장비는 머큐리 계획, 제미니 계획, 아폴로 계획에 사용되었다.
1973년, 미국 스카이랩 프로그램은 콜린스 장비를 사용하여 우주 비행사들이 지구와 통신할 수 있도록 했다.

### 로크웰 콜린스
재정난에 처한 콜린스 라디오 컴퍼니는 1973년 로크웰 인터내셔널에 인수되었다. 2001년 로크웰 인터내셔널의 항공전자 부문이 분사하여 로크웰 콜린스 주식회사를 설립했으며, 그 이름을 유지했다. 로크웰 콜린스는 국방 및 상업 항공전자 시장에 집중했으며, 일반 대중에게는 더 이상 수신기를 판매하지 않았다.
2000년 4월 28일, 로크웰 인터내셔널 코퍼레이션과 그 자회사인 로크웰 콜린스는 비공개 조건으로 소니 코퍼레이션의 소니 트랜스 컴(캘리포니아주 어바인)을 인수하기로 합의했다. 소니는 1989년에 선드스트랜드 코퍼레이션으로부터 이 사업을 인수했다. 2000년 12월 20일, 로크웰 콜린스는 메르코수르 국가의 상업 및 비즈니스 항공으로 서비스를 확장했다.
이 회사는 휴즈-아비콤의 기내 엔터테인먼트 사업(1998), 소니 트랜스 컴(2000), 인터트레이드 Ltd., 플라이트 다이내믹스, K 시스템즈 주식회사(카이저 회사), 커뮤니케이션 솔루션즈 주식회사, 에어쇼 주식회사(2002), 2003년 NLX(시뮬레이션 사업), 에반스 & 서덜랜드의 일부, 텔딕스 GmbH, IP 언와이어드, 2006년 안주스 주식회사, 2007년 인포메이션 테크놀로지 앤 어플리케이션즈 코퍼레이션, 아테나 테크놀로지스, 데이터패스 주식회사(2014년 분할), SEOS 디스플레이즈 Ltd., 2010년 에어 라우팅 인터내셔널, 2011년 컴퓨팅 테크놀로지스 포 에이비에이션(CTA), 2014년 ARINC, 2017년 B/E 에어로스페이스를 포함한 여러 회사를 인수했다.
이 회사는 기내 엔터테인먼트(IFE)의 주요 공급업체 중 하나였다. 이 산업에서 로크웰 콜린스의 주요 경쟁업체는 파나소닉 에이비오닉스 코퍼레이션, 탈레스 그룹, 제트블루의 IFE 자회사인 라이브TV였으며, 라이브TV는 나중에 2014년 탈레스에 4억 달러에 인수되었다.
2010년, 이 회사는 20,000명 이상의 직원을 고용했으며 연간 매출은 US$46.65억 달러였다. 클레이튼 M. 존스가 은퇴한 후 안토니 카르보네가 비상임 회장을 맡았다.
2012년 9월, 켈리 오트베르크가 회사 사장으로 임명되었다. 2013년 8월, 켈리 오트베르크는 로크웰 콜린스의 CEO로 임명되었다.

#### 유나이티드 테크놀로지스에 의한 인수
2017년 9월 4일, 코네티컷주 파밍턴의 유나이티드 테크놀로지스는 이 회사를 300억 달러에 인수하기로 합의했다. 거래는 2018년 11월 26일에 완료되었다.

## 과거 제품

### 방송 송신기
1930년대 중반부터 콜린스 라디오 컴퍼니는 방송 산업에 송신기와 오디오 믹싱 콘솔을 제작 및 판매했다.
1939년에는 모델 12 Speech Input Console과 26C 제한 증폭기가 캐나다 마르코니 Co.에 캐나다 판매 및 전시 목적의 왕실 서비스에 라이선스되었다. 콜린스의 방송 송신기 제작 성공은 계속 성장하여 제2차 세계 대전 시작까지 천 대 이상을 판매했다. 제2차 세계 대전 동안 콜린스의 전문성은 고출력 송신기 분야에서 성장하여 15kW(킬로와트) 이상의 RF 출력을 연속적으로 구동하는 설계를 생산했다. 전쟁 후에는 300G라는 이름의 AM 송신기가 일부 생산되었으며, 지금까지 생산된 저출력 AM 송신기(300W) 중 최고로 남아 있다.
콜린스는 1960년대와 1970년대의 급격한 비용 절감 시장에서도 살아남아 상업 시장에서 AM 및 FM 방송 라디오 송신기의 중요한 제조사로 남았다. 송신기 라인은 나중에 컨티넨탈 일렉트로닉스에 판매되었으며, 컨티넨탈 일렉트로닉스는 1980년대에 콜린스 설계를 자체 상표로 계속 생산하다가 점차 단종시켰다.

### 단파 송신기
콜린스는 상업 시장을 위해 여러 단파 송신기를 생산했다. "30" 시리즈 생산은 주 고속도로 순찰대 및 상무부 항공 수요의 증가에 맞춰졌다. 제2차 세계 대전 동안 콜린스는 항공기용 고출력 송신기를 생산했는데, 특히 자동 튜닝 회로를 갖춘 ART-13은 공중 무선 통신에 중요한 향상을 나타냈다.(pp. 60-61)
제2차 세계 대전 후, 콜린스는 방송과 성장하는 전후 아마추어 무선 시장을 모두 지원했다. 미국 해안경비대 경비정 USCGC 쿠리어는 두 개의 콜린스 207B-1 송신기를 사용하여 미국의 소리 프로그램을 위한 해상 중계국으로 사용되었다.
아마추어 무선 송신기는 32V-1, -2, -3, KWS-1, 랙 장착형 KW-1을 포함한다.

### 수신기
1947년경, 이 회사는 첫 번째 아마추어 무선 수신기인 75A-1(75A라고도 함)을 출시했다. 이 세트는 높은 빌드 품질과 두 번째 변환 단계에서 투과 조정 발진기를 사용하여 당시에는 탁월한 안정성을 달성했다. 시장에서 몇 안 되는 이중 변환 슈퍼헤테로다인 중 하나였으며, 아마추어 대역만 커버했다.
75A-1 설계에서 얻은 경험을 바탕으로 콜린스는 500 kHz 부터 30 MHz까지 커버하는 일반 커버리지 HF 세트인 51J-1 수신기를 출시했다. 이 수신기는 약 10년 동안 약간 업데이트된 버전(51J-2, 51J-3, 51J-4)으로 생산되었다. R-388로 알려져 있으며 여러 수신기 다이버시티 무선전신기 설치에 사용되었다.
75A 아마추어 라인은 1950년대 초반까지 업데이트되었으며, 1955년에 출시된 75A-4로 마무리되었다. 콜린스 기계 필터는 75A-3에 소비자에게 소개되었으며, 75A-4는 단측파대 수신기로 특별히 마케팅된 최초의 수신기 중 하나였다.

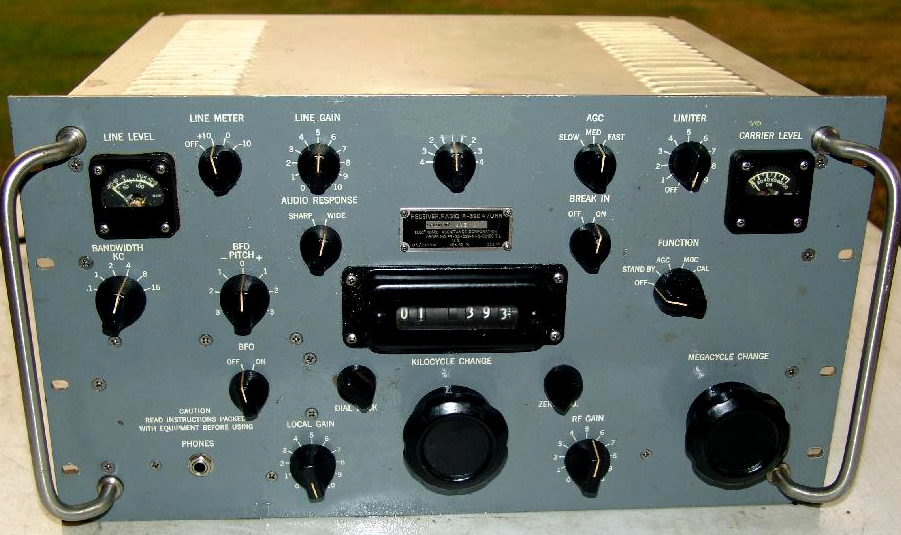
콜린스 R-390A 라디오 수신기

1950년경, 콜린스는 미군을 위한 R-390(500 kHz — 30 MHz)을 설계하기 시작했다. 이 수신기는 군 복무에 필요한 견고성과 수리 용이성을 갖춘 최고의 성능을 제공하기 위한 것이었다. 직접 기계식 디지털 주파수 표시 기능을 갖추고 있었다. 이 세트는 현장에서 쉽게 수리할 수 있도록 여러 모듈로 구성되어 있었다. 불량 모듈은 단순히 교체하고 나중에 수리하거나 폐기할 수 있었다. 1951년 최초 계약 기간에 제작된 세트는 정부에 개당 약 US$2,500(2022년 기준 $24,926에 해당 상당)의 비용이 들었고, 약 16,000대가 생산되었다.
동시에 콜린스는 R-389를 개발했는데, 이는 1,000대 미만으로 제작된 장파 버전이다. R-390의 다른 변형인 R-391은 8개의 다른 자동 튜닝 채널을 선택할 수 있었다.
3년 후, 콜린스는 군대에 R-390A를 납품했다. 약 54,000대가 생산되었으며 이 세트는 1970년대까지 군대의 주력 장비였다. R-390과 마찬가지로 많은 현대 라디오보다 성능이 뛰어나 1960년대 후반까지 1급 비밀로 지정되었다.
1958년에 콜린스는 S/Line의 일부인 훨씬 작은 75S 시리즈로 75A 시리즈를 대체했다. 이 수신기들은 기계 필터, 매우 정확한 주파수 표시, 뛰어난 안정성을 특징으로 했다. 미국 정부의 요청으로 콜린스는 51J 시리즈의 물리적으로 더 작은 대체품(의도된 용도)인 51S-1 일반 커버리지 세트를 설계했다. 이 수신기는 고성능 R-390A를 대체하기 위한 것은 아니었으며, R-390A와 달리 상업용으로 광범위하게 마케팅되었다.
콜린스는 1970년대에 651S-1과 같은 몇 가지 고성능 고체 수신기를 생산했다. 진공관 이전 모델과 마찬가지로 이 수신기들은 오늘날 수집가들에게 인기가 많다.

### 무선 송수신기 및 시스템
1958년에 S/Line이 출시되면서 콜린스는 함께 사용할 수 있는 개별 제품을 설계하는 것에서 다양한 조합으로 통합 및 작동하도록 설계된 제품으로 전환했다. 이들은 이러한 접근 방식을 취한 최초의 장비 제조사였다. 콜린스는 또한 전년도에 소형 고주파 무선 송수신기인 KWM-1을 출시한 최초의 회사였다. 이러한 두 가지 혁신은 콜린스를 일시적으로 경쟁사보다 앞서게 했으며, 다른 제조사와 차세대 아마추어(및 군용) HF 무선 장비의 무대를 마련했다.
S/Line의 핵심을 구성하는 75S-1 수신기와 32S-1 송신기는 개별적으로 또는 함께 작동하여 송수신했다. 이 장치에는 크리스탈 대역 필터와 200 kHz의 대역 세그먼트에서 안정적이고 매우 선형적인 튜닝을 제공하는 새로운 소형 설계가 포함되었다. S/Line 튜닝 다이얼 메커니즘은 출시 당시 독특했다. 동심 다이얼과 1 kHz보다 나은 정확한 다이얼 해상도를 제공하는 기어 메커니즘을 사용했다.

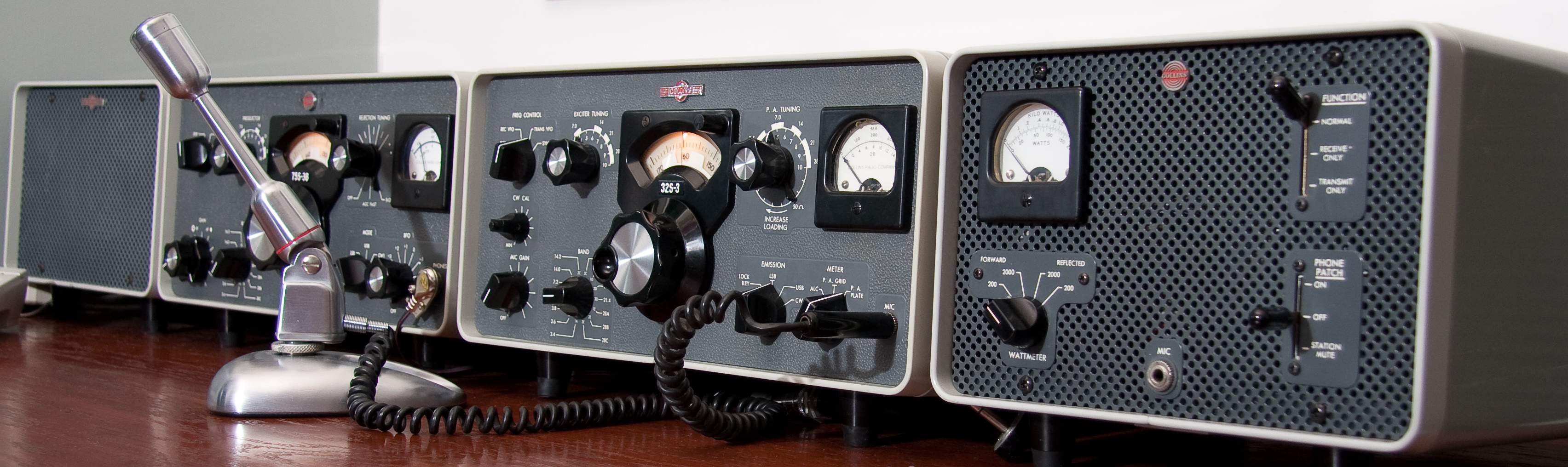
콜린스 S/Line – 516F-2 전원 공급 장치, 75S-3B 수신기, 32S-3 송신기, 312B-4 콘솔, SM-1 마이크, c. 1969

몇 년 안에 콜린스는 30S-1 킬로와트 파워 앰프, 30L-1 데스크톱 파워 앰프, 6-m(50 MHz) 및 2-m(144 MHz) 아마추어 대역을 커버하는 62S-1 트랜스버터를 포함한 추가 S/Line 부품을 출시했다. KWM-2 무선 송수신기는 S/Line의 많은 설계 특징을 사용하여 KWM-1을 대체하고 스타일을 일치시켰다. 다른 액세서리에는 스피커, 마이크 및 제어 콘솔이 포함되었다.
시장에서 새로 출시된 소형 장치의 독특함을 보여주기 위해 콜린스는 1950년대와 1960년대 초 광고에서 S/Line의 물리적 스타일링과 크기를 성능만큼 자주 강조했다.
콜린스는 S/Line을 계속 개선하여 S-2, 그 다음 S-3 유닛, 75S-3(및 -3A, -3B, -3C) 수신기, 32S-3 및 -3A 송신기를 출시했다. -3A 및 -3C 유닛은 각각 -3 및 -3B 유닛과 동일했지만, 추가 대역을 커버할 수 있도록 추가 헤테로다인 발진기 크리스탈을 제공했다. 이는 일반 아마추어 대역 바로 바깥에서의 작동이 필요한 군용, 아마추어 및 MARS 작동에 유용했다.

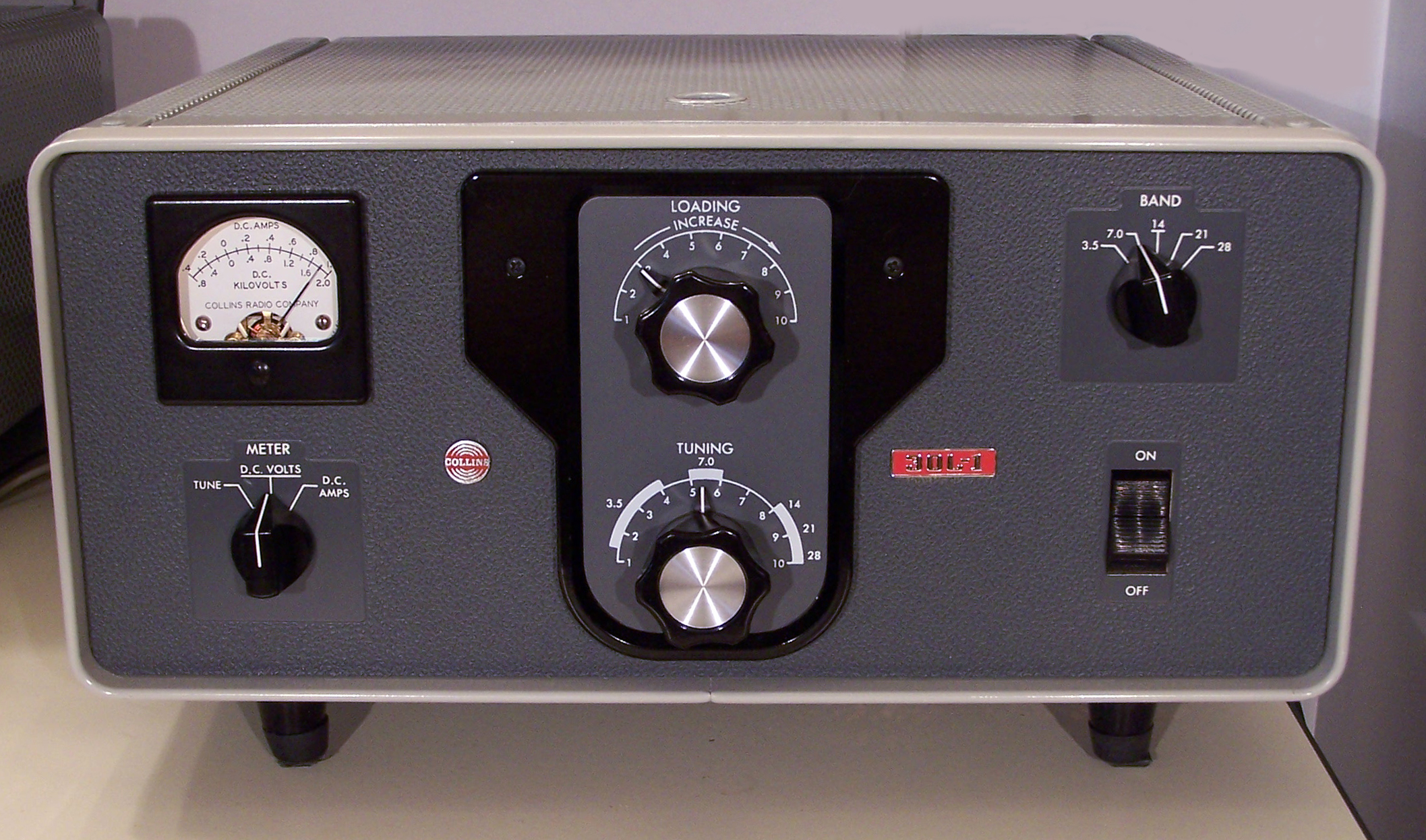
콜린스 30L-1 앰프 c. 1970

아마추어 무선 운영자들 사이에서 S/Line은 아마도 사용 가능한 가장 견고하게 설계된 장비이자 가장 비싼 장비라는 명성을 확립했다. 결과적으로 S/Line 장비 및 A-Line 및 기타 이전 모델은 오늘날 수집가들에 의해 복원, 소중히 여겨지고 공중에서 작동되고 있다.
콜린스는 1970년대 후반까지, 그리고 로크웰에 인수된 후에도 S/Line을 계속 생산했다.
1978년, 솔리드 스테이트 설계로 전환하면서 S/Line은 20년 동안의 생산 끝에 막을 내렸다. KWM-380 무선 송수신기는 이듬해 출시되었으며, 트랜지스터와 디지털 기술의 사용, 그리고 스타일링 면에서 과거와 단절되었다. 1980년대 중반 단종될 때까지 아마추어 무선 시장에서 콜린스의 마지막 진입이었다.

### 컴퓨터
1960년대에 이 회사는 C-시스템 컴퓨터 메시지 교환 장비를 설계 및 판매하고 인트라넷을 구축했으며 회로 기판 및 어셈블리의 설계 데이터를 컴퓨터 스토리지에 구현하기 시작했다. 부품 주문 및 재고부터 공장 스케줄링, 유지보수 조달 생성까지 모든 기능을 자동화하는 것을 목표로 했다. 기술적으로 성공적이고 여러 면에서 시대를 훨씬 앞선 제품으로, 콜린스는 경기 침체가 발생했을 때 매출로 지원할 수 없는 속도로 개발에 계속 투자하여 재정 문제를 겪기 시작했다.

### 네트워크 전송 시스템
1991년, 로크웰은 텍사스주 리처드슨에 있는 네트워크 전송 시스템 사업부를 알카텔에 매각했다.

## 인수
2008년, 로크웰 콜린스는 아테나 테크놀로지스를 US$107 백만(2022년 128.61 백만 달러 상당)에 인수했다.

### ARINC 인수
2013년 8월, 로크웰 콜린스는 ARINC 인수에 대한 합의를 발표했다. 2013년 12월 23일, 로크웰 콜린스는 ARINC 인수를 US$1.4 십억(2022년 1.56 십억 달러 상당)에 완료했다고 발표했다. ARINC 인수를 통해 로크웰 콜린스는 상업 항공 분야의 균형을 재조정할 수 있었다.

### B/E 에어로스페이스 인수
2017년 4월, 로크웰 콜린스는 B/E 에어로스페이스를 US$8.3 십억(2022년 8.3 십억 달러 상당)에 인수하여 항공기 객실 인테리어 시장에 진출했다. 웰링턴, 플로리다에 본사를 둔 B/E 제품에는 상업용 항공기 및 비즈니스 제트기를 위한 좌석, 음식 및 음료 준비 및 보관 장비, 조명 및 산소 시스템, 모듈식 갤리 및 화장실 시스템이 포함되었다. B/E는 경쟁사인 조디악 에어로스페이스의 납품 문제로부터 혜택을 받았다. 120억 달러의 설치 기반은 개조 기회를 제공했다. B/E 주주들은 로크웰 콜린스의 20%를 받았으며, 당시 로크웰 콜린스는 81억 달러의 매출과 19억 달러의 세전 이익을 기록했으며 직원은 거의 3만 명이었다.
로크웰 콜린스는 B/E 에어로스페이스 인수에 대해 필리핀 경쟁위원회에 규제 승인을 신청했는데, 이는 후자가 필리핀 타나우안, 바탕가스에 제조 공장을 운영하는 지사를 두고 있기 때문이다.
인수 결과, 로크웰의 새로 생성된 직접 또는 간접 자회사인 Quarterback Merger Sub Corp.는 B/E 에어로스페이스와 합병되었으며, 후자는 로크웰 콜린스의 직접 또는 간접 자회사로서 합병에서 살아남았다.

## 조직 구조
로크웰 콜린스는 5개의 주요 부문으로 나뉜다.
- 상업 시스템 (CS)
- 정부 시스템 (GS)
- 국제 및 서비스 솔루션 (I&SS)
- 정보 관리 서비스 (IMS)
- 인테리어 시스템 (IS)

CS 부문은 상업 항공사 산업 및 비즈니스 항공기를 대상으로 항법, 통신, 합성 시야, 오토랜딩 오토파일럿과 같은 기타 조종석 제품, 그리고 기내 엔터테인먼트와 같은 객실 제품을 제공한다. GS 부문은 주로 미국 정부 및 군대를 대상으로 하지만, 미국과 긴밀한 관계를 가진 해외 정부에도 일부 제품 및 서비스를 제공한다. 로크웰 콜린스가 관여한 주요 정부 관련 프로젝트는 Common Avionics Architecture System(CAAS), Joint Tactical Radio System(JTRS), 전술 표적 네트워크 기술(TTNT), Defense Advanced GPS Receiver(DAGR), Future Combat Systems이다. I&SS 부문은 북미 지역 외부 인력의 판매, 엔지니어링 및 인사를 담당하는 국제 사업 조직과 고객 지원, 시뮬레이션 및 훈련, 기술 출판물과 같은 지원 서비스를 제공하는 서비스 솔루션의 결합이다. I&SS는 CS 및 GS 부문 모두에 공통 서비스를 제공하며, 그 설립은 2010년 2월 19일 로크웰 콜린스 보도 자료 웹페이지에 발표되었다.

## 도널드 R. 볼 첨단 기술 센터
도널드 R. 볼 첨단 기술 센터는 로크웰 콜린스 내의 연구 개발 센터로, 비즈니스 성장을 촉진하는 데 목표를 둔 기술을 창출, 식별 및 성숙시키는 데 중점을 둔다. 핵심 및 인접 시장에 초점을 맞춘 단기 결과물과 장기 성장을 위한 기술의 균형을 맞춘 포트폴리오를 유지한다. 이 센터는 첨단 라디오 시스템, 통신 및 항법 시스템, 임베디드 정보 시스템의 세 부서로 구성되어 있다.

## 수집가 커뮤니티
빈티지 아마추어 무선 장비의 다른 몇 가지 브랜드와 마찬가지로 콜린스 라디오 장비 마니아들의 활발한 커뮤니티가 존재했으며, 장비 복원 및 작동에 전념하는 클럽, 웹사이트, 온라인 토론이 있었다. 콜린스 수집가 협회와 콜린스 라디오 협회가 그러한 조직의 두 가지 예이다.
콜린스 사용자 그룹은 또한 햄페스트에서의 모임, 정기적으로 계획된 온라인 토론(넷)을 조직했다.

## 조세 회피
2019년 12월, CNBC는 2017년 세금 감면 및 일자리법의 결과로 "유효 연방 세율이 0% 이하"인 91개의 추가 포춘 500 회사와 함께 로크웰 콜린스를 목록에 올렸다.

## 같이 보기
- 로크웰 오토메이션
- 로크웰 인터내셔널
- 빈티지 아마추어 무선
- 유나이티드 테크놀로지스

## 추가 자료
- Braband, Ken. The First 50 Years, A History of Collins Radio Company and the Collins Divisions of Rockwell International, Stamats Communications, 1983.
- Russ Sutton, W3MY (March 2020). 《The History of Collins Radio》. 《미국아마추어무선연맹》 104 (미국아마추어무선연맹). 100–101쪽. ISSN 0033-4812.